# Wood Badge
Den här artikeln behandlar den internationella ledarskapsutbildningen. Se Treklöver-Gilwellutbildning för den svenska varianten.
Wood Badge (eller Gilwellutbildning) är en utbildning i den internationella scoutrörelsen och namnet på en tillhörande utmärkelse för scoutledare som genomfört utbildningen. Denna arrangeras i någon variant inom de flesta nationella scoutorganisationer tillhörande World Organization of the Scout Movement. Wood Badge-kursernas mål är att göra scouter till bättre ledare genom att lära ut avancerade kunskaper om ledarskap, och genom att skapa en förbindelse till och engagemang i scoutrörelsen. Kurserna består vanligtvis av teoretisk undervisning varvat med praktiska utomhusaktiviteter, följt av en projektfas där deltagarna sätter sina nya kunskaper på prov. Den första Wood Badge-utbildningen arrangerades av Francis Gidney med Robert Baden-Powell som föreläsare. Kursen hölls i Gilwell Park, Storbritannien i september 1919. Wood Badge har sedan dess spridits över världen i olika varianter.
Vid kursens slut tilldelas deltagarna Wood Badge-pärlor som ett tecken på "betydelsefull bedrift" inom ledarskap och direkt assistans åt unga människor. De två små träpärlorna, som hänger i varsin ände av ett lädersnöre, bärs runt halsen som en del av scoutdräkten. Till pärlorna hör även en gråbrun halsduk med en tartanlapp av MacLaren-klanens färger för att hedra William De Bois Maclaren som donerade pengarna till köpet av Gilwell Park 1919. Halsduken med den flätade lädersöljan betecknar medlemskap av 1st Gilwell Scout Group eller Gilwell Troop 1. Personer som mottagit Wood Badge-insignierna brukar kallas Wood Badgers eller Gilwellians.

## Utbildningskurs för scoutledare

### Historia
Tidigt efter scoutrörelsens grundande insåg Robert Baden-Powell behovet av utbildning för scoutledarna. Tidiga scoutledarutbildningar hölls i London 1910, och i Yorkshire 1911. Baden-Powell ville att hans utbildningar skulle vara så praktiska som möjligt, och de hölls därför utomhus på lägerplatser. Första världskriget försenade ledarutbildningens utveckling, så den första formella Wood Badge-kursen hölls inte förrän 1919. Gilwell Park, strax utanför London, köptes för att skapa en mötesplats för kursen och den öppnade 2 juni 1919. Francis Gidney, den första lägerchefen vid Gilwell Park, genomförde den första Wood Badge-kursen där mellan 8 och 19 september 1919. Den utformades av Commissioner of Training Percy Everett, och Baden-Powell själv höll föreläsningar. Kursen hade 18 deltagare och andra föreläsare. Efter den första kursen fortsatte Wood Badge-utbildningen i Gilwell park och det blev ett hem för ledarutbildning inom scoutrörelsen.

### Dagens läroplan
De huvudsakliga målen med Wood Badge är att:
- Bejaka de samtida ledarskapskoncept som utnyttjas i näringslivet och ledande statliga organisationer som är relevanta för scoutings värderingar.
- Tillämpa de kunskaper man lär sig som deltagare i en lyckad arbetsgrupp.
- Betrakta scouting globalt som en familj av sammanlänkade, värdebaserade program som erbjuder åldersanpassade aktiviteter för ungdomar.
- Återskapa ledarens engagemang genom att dela med sig av inspirerande erfarenheter som hjälper scouting erbjuda den ledarskap rörelsen behöver för att uppnå sina mål.

Vanligtvis består Wood Badge-kursen av en teoridel, en utomhusträning, och en Wood Badge-"biljett" eller "projekt". De första två elementen kombineras ofta och lärs ut tillsammans under en eller flera veckor eller veckoslut. Som en avslutande del måste deltagarna förtjäna sin biljett, det vill säga genomföra sitt projekt.
Utbildningen inkluderar både teoretisk och praktiskt lärande. Alla kursdeltagare introduceras i 1st Gilwell Scout group eller Gilwell Scout Troop 1, och tilldelas någon av de traditionella Wood Badge-patrullerna. Instruktörer lär ut träningsprogram som utformats för att stärka patrullerna. Tumanhandarbete tillsammans med en tilldelat gruppledare hjälper deltagarna att reflektera över vad han har lärt sig, så att han bättre kan förbereda en individuell "biljett". Den här delen av utbildningsprogrammet ger den vuxna ledaren möjlighet att anta rollen som en scout som ansluter sig till den ursprungliga "modellpatrullen" för att lära sig hur en patrull bäst fungerar. Den plats där all grundläggande träning äger rum kallas för Gilwellfält, oavsett var platsens ligger rent geografiskt.

### Biljett
Frasen 'förtjäna sin biljett'  kommer från en berättelse tillskriven Baden-Powell: Vid avslutad tjänstgöring i Indien måste den brittiska soldaten betala kostnaden av sin biljett hem. Det mest kostnadseffektiva sättet för en soldat att återvända var att anta en följd av uppdrag som vart och ett successivt förde honom närmare hem.
En viktig del av Wood Badge-kursen är det effektiva användandet av metaforer och tradition för att nå både hjärta och sinne hos deltagaren. I de flesta scoutorganisationer är biljettdelen kulmen av Wood Badge-utbildningen. Deltagarna använder sig själv och sina nya kunskaper och färdigheter för genomförandet av avsnitt utformade att stärka individens ledarskap och hemkårens organisatoriska konvalescens i ett projekt eller "biljett". Biljetten består av specifika mål som måste uppfyllas inom en angiven tid. Effektiva projekt kräver mycket planering och godkänns av Wood-Badge-kursens stab innan kursfasen avslutas. När man har slutfört sitt projekt säga deltagaren ha förtjänat sin biljett tillbaka till Gilwell.

### Vid slutförande
Efter en slutförd Wood Badge-kurs tilldelas deltagarna utmärkelserna under en Wood Badge-pärlceremoni. De blir automatiskt medlemmar av 1st Gilwell Park Scout Group (kallad Gilwell Troop 1 i USA och andra länder). Dessa ledare kallas därför Wood Badgers eller Gilwellianer. Det uppskattas att drygt 100 000 scouter har genomfört Wood Badge-utbildningen. 1st Gilwell Scout Group möts årligen första helgen i september i Gilwell Park för Gilwell-återträff.

## Insignier
Scoutledare som slutför Wood Badge-programmet tilldelas insignier bestående av Wood Badge-pärlorna, 1st Gilwell Group-halsduk och sölja.   

### Träpärlor

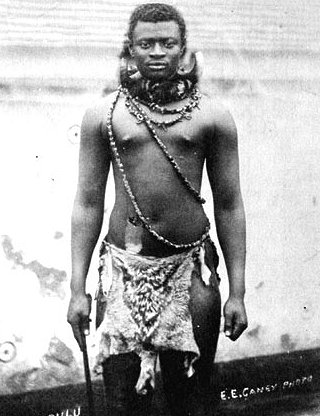
Kung Dinuzulu bärande ett halsband från vilket de ursprungliga Wood Badge-pärlorna kom ifrån.

Pärlorna, som representerar mod och ledarskap, introducerades vid den första ledarskapsutbildning i september 1919 i Gilwell Park. Söljan är en valknop, en knop utan början och slut som symboliserar Wood Badgerns engagemang inom scouting.
Wood Badges ursprung kan spåras tillbaka till 1888, då Baden-Powell var på ett fälttåg i Zululand (en del av nuvarande Sydafrika). Han jagade Dinizulu, en zulukung, under en tid men lyckades aldrig komma ikapp honom. Dinzulu bar ett 4 meter långt halsband med mer än tusen akaciorpärlor. Baden-Powell sägs ha funnit halsbandet när han nådde fram till Dinizulus övergivna bergfäste. Sådana halsband kallades iziQu på Zulu och var en gåva till modiga krigsherrar.

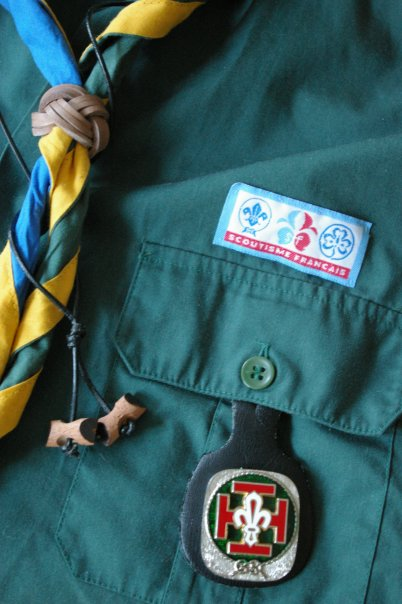
En fransk scout med Wood Badge-pärlor.

Många år senare letade Baden-Powell efter någon karakteristisk utmärkelse för deltagarna i den första Gilwellkursen. Han konstruerade den första utmärkelsen genom att ta två träpärlor från Dinizulus halsband och trä dem på en läderrem som han fått av en äldre sydafrikan i Mafikeng, han gav utmärkelsen namnet Wood Badge.
Trots att det inte finns någon officiell knop för att förena läderremmens ändar, är den dekorativa diamantknopen den mest använda. När den slås förenas ändarna med en enkel överhandsknop och diverse regioner har utvecklat egna traditioner kring hur diamantknopen skall knytas, däribland: låta en kurskamrat knyta den; låta en mentor eller kursledare knyta den; och låta mottagaren knyta den efter att ha avklarat någon ytterligare aktivitet som visar att de behärskar de kunskaper som lärts ut.

### 1st Gilwell Scout Group-halsduken

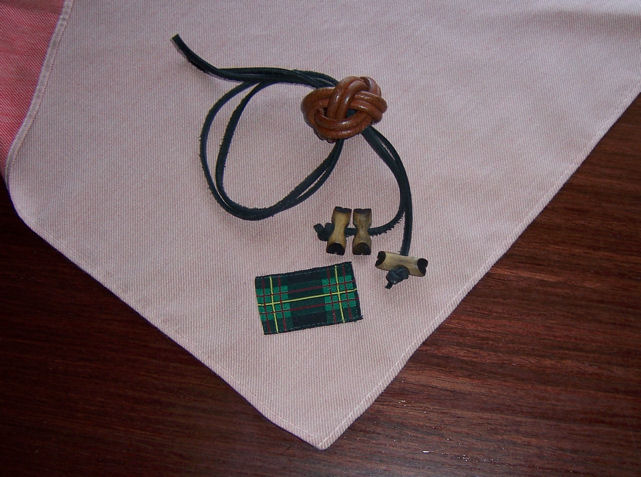
Wood Badge-halsduk med pärlor och sölja

Halsduken är en universell symbol för scouting och dess MacLaren tartanruta representerar Wood Badges anknytning till Gilwell park. Halsduken är en vanlig triangulär scarf av duvgrå bomull (ylle finns vid specialbeställning) som har en tyglapp med MacLaren-klanens tartanfärger i spetsen. Mönstret antogs för att ära en brittisk scoutchef som, i egenskap av ättling till skotska MacLaren-klanen, donerade pengarna till Gilwell Park där den första Wood Badge-utbildningen arrangerades.
Ursprungligen bestod halsduken helt av triangulära bitar tartan, men omkostnader tvingade fram den nuvarande utformningen. Halsduken hålls samma av en beige eller brun lädersölja.

### Betydelse av ytterligare pärlor
Ytterligare träpärlor tilldelas de Gilwellianer som har tagit del i Wood Badges utbildningsteam. En extra pärla tilldelas assisterande ledartränare (Wood Badge stab) och ytterligare en tilldelas ledartränare (Wood Badges kurschefer), vilket kan ge upp till fyra pärlor.
Traditionsenligt bär Gillwells ställföreträdande lägerchefer fem pärlor. De ställföreträdande lägercheferna är vanligtvis den personal på de nationella scoutorganisationerna som har hand om Wood Badge-utbildningen. Den femte pärlan symboliserar lägerchefens position som en officiell representant av Gilwell Park, och hans eller hennes funktion i att vidhålla integriteten hos Wood Badge-utbildningen.
Scoutrörelsens grundare, Robert Baden-Powell, bar sex pärlor, likaså sir Percy Everett, vice chefscout och chefscoutens högra hand. Baden-Powells pärlor är utställda vid Baden-Powell House i London. Everett ville att hans sex pärlor skulle bäras av Gilwells lägerchef som en befattningsutmärkelse. Sedan dess har den person som bär sex pärlor vanligtvis varit huvudman över ledarutbildning vid Gilwell Park.

### Andra symboler

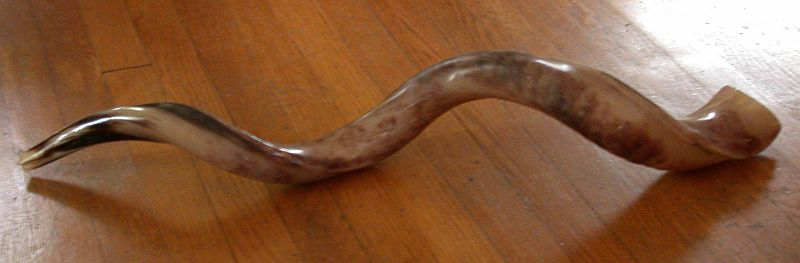
Ett kuduhorn

Kuduhornet är en annan symbol för Wood Badge. Baden-Powell stötte på kuduhornet för första gången under slaget om Shangani, där upptäckte han hur Matabele-krigarna snabbt kunde sprida en varningssignal med hjälp av hornet. Han använde hornet vid det första scoutlägret på Brownsea Island 1907. Hornet har använts sedan de tidigaste kurserna för att signalera kursens start eller en annan aktivitet, för att inspirera scouter att alltid göra bättre ifrån sig.
De två gräsfält på baksidan av White House i Gilwell Park är kända som Training Ground eller The Orchard, och är där de tidigaste utbildningarna hölls. En stor ek, känd som Gilwell Oak, delar de två fälten åt. Gilwell Oak-symbolen kopplas ofta samma med Wood Badge trots att träpärlorna aldrig har blivit tillverkade av trä.
Vargungledare deltog under en kort period runt 1922 i ett utbildningsprogram där de tilldelades Akela Badge vid slutförande. Utmärkelsen var en enkel tand på ett läderband. Utbildarna bar två tänder. Akela Badge avslutades 1925 och alla ledare blev tilldelade Wood Badge vid fullföljd utbildning. Väldigt få Akela Badge finns kvar idag.

## Internationella utbildningscenter och instruktörer

### Storbritannien

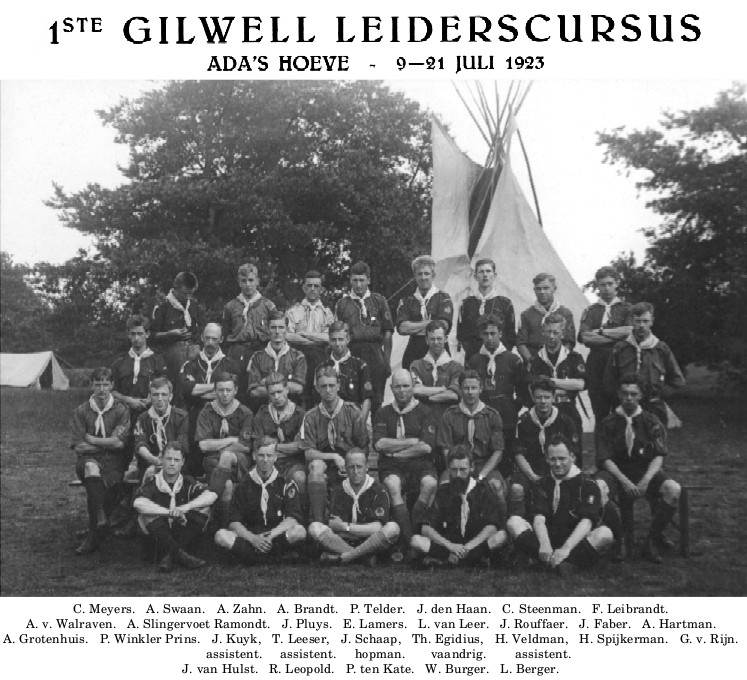
Gilwell Leiderscursus, Nederländerna 9–21 juli 1923

Den första Wood Badge-utbildningen ägde rum i Gilwell Park. På egendomen hålls även idag utbildning för brittiska scouter från The Scout Association och internationella deltagare. De ursprungliga utbildarna var bland annat Baden-Powell och Gilwell-lägercheferna Francis Gidney, John Wilson och fram till 1960-talet, John Thurman.

### Nederländerna
Andra platser som Wood Badge-utbildningen hålls på använder sig av Gilwell-namnet. Gilwell Ada's Hoeve, Ommen, i Nederländerna, var den första platsen utanför Storbritannien att erbjuda kursen som hölls för första gången i juli 1923 med Jan Schaap i spetsen. I Gilwell Sint Walrick, Overasselt, utbildar de katolska scouterna sig. Sedan år 2000  har den nederländska Wood Badge-utbildningen ägt rum på scoutlägerplatsen Buitenzorg i Baarn, eller utomhus i Belgien eller Tyskland under namnet 'Gilwell-träning'.

### Förenta staterna

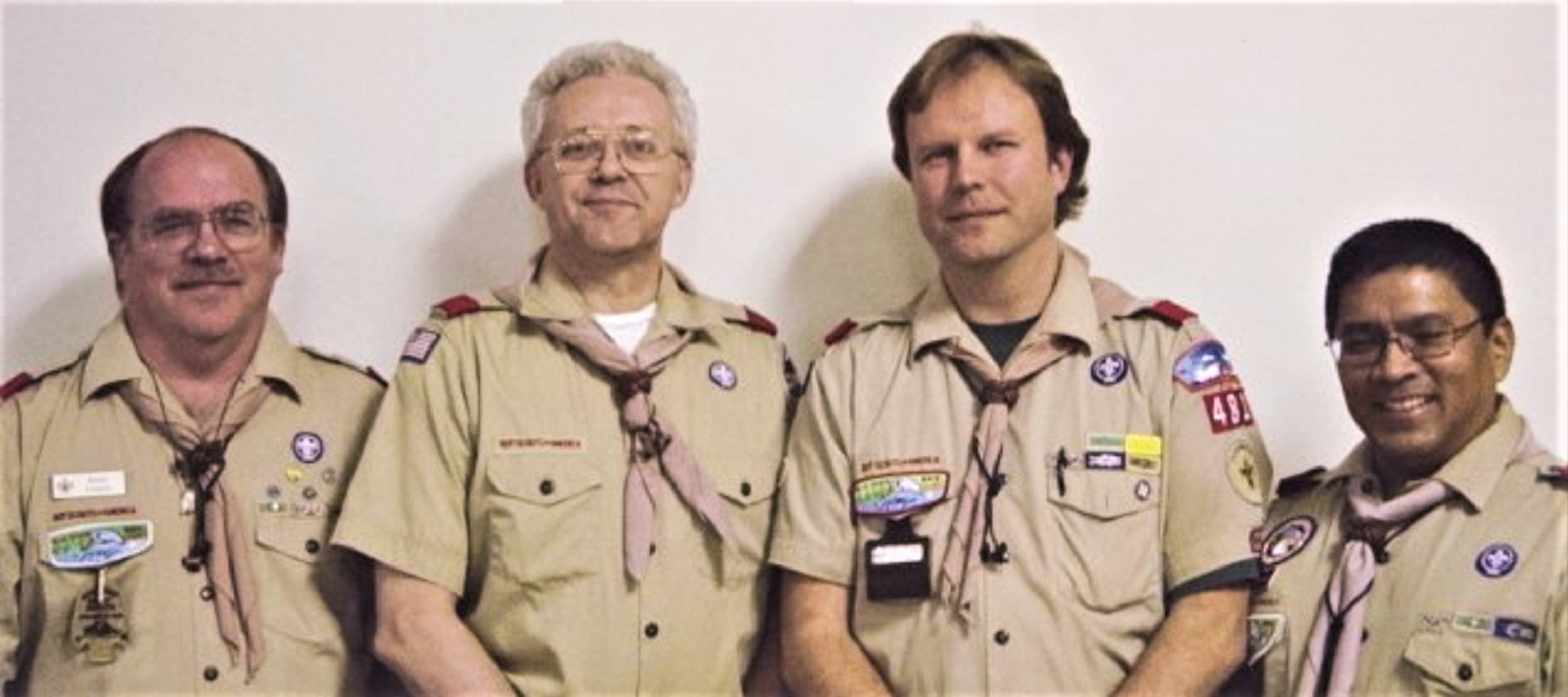
Fyra amerikanska Gilwellianer med insignier

Wood Badge introducerades i USA av Baden-Powell och den första kursen hölls år 1935 vid Mortimer L. Schiff Scout Reservation, Boy Scouts of Americas nationella träningscenter fram till 1979. Trots denna tidiga första kurs togs Wood Badge-kursen inte upp förrän 1948 under ledning av Bill Hillcourt som blev biträdande lägerchef i de förenta staterna. Idag är Boy Scouts of Americas nationella träningscenter Philmont Training Center. Trots detta hölls majoriteten av Wood Badge-kurserna runtom i landet vid lägerplatser på lokal nivå.

### Sverige
1958 hölls den första motsvarande Wood Badge-kursen för seniorscoutledare i Sverige, Treklöver-Gilwellkursen. Kursen var för både kvinnliga och manliga scoutledare och en kombination av internationella Wood Badge och treklöverkursen. Treklöverkursen var svenska flickscoutsförbundets svar på WOSM:s Wood Badge då någon motsvarande kurs för WAGGGS aldrig skapades. Den som genomgått Treklöver-Gilwellkursen får bära både treklöver och gilwellinsignierna.